# Prix Acfas Pierre-Dansereau
Pour un article plus général, voir Acfas.
Le prix Acfas Pierre-Dansereau  est l'une des douze distinctions remise au sein de la francophonie canadienne par l'Acfas. Il a été créé en 2012 en l'honneur de Pierre Dansereau, pionnier de l’écologie, scientifique et humaniste. Ce prix vise à souligner l'excellence de travaux scientifiques et d'actions qui contribuent à améliorer la qualité de la vie en société.

## Lauréats
- 2012 - Marguerite Mendell[3], économie sociale, Université Concordia
- 2013 - Louise Nadeau[4], psychologie des addictions, Université de Montréal
- 2014 - Line Chamberland[5], homophobie, Université du Québec à Montréal
- 2015 - Lucie Lemonde[6], droit de la personne, Université du Québec à Montréal[7]
- 2016 - Lucie Lamarche[8], droit de la personne, Université du Québec à Montréal[2]
- 2017 - Louise Potvin[9], médecine sociale et préventive, Université de Montréal[10]
- 2018 - Brian Mishara[11], suicide et aide médicale à mourir, Université du Québec à Montréal
- 2019 - Marie-Thérèse Chicha[12], équité - emploi - immigration, Université de Montréal
- 2020 - Joanne Otis[13], sexologie, Université du Québec à Montréal
- 2021 - Céline Bellot[14], travail social, Université de Montréal
- 2022 - Claude Villeneuve[15], écoconseil et environnement, Université du Québec à Chicoutimi
- 2023 - Jérôme Dupras[16], écologie et économie, Université du Québec en Outaouais
- 2024 - Lucie Sauvé[17], éducation à l'environnement, Université du Québec à Montréal